# Firse Sten
Firse Sten (auch Fisse Sten) ist ein streng geometrisches Ganggrab (schwedisch Ganggrift) im Süden von Falköping in der Provinz Västergötland in Schweden, das 2008 ausgegraben wurde. Es entstand zwischen 3500 und 2800 v. Chr. als Megalithanlage der Trichterbecherkultur (TBK). Das Ganggrab ist eine Bauform jungsteinzeitlicher Megalithanlagen, die aus einer Kammer und einem baulich abgesetzten, lateralen Gang besteht. Diese Form ist primär in Dänemark, Deutschland und Skandinavien, sowie vereinzelt in Frankreich und den Niederlanden zu finden. 

## Beschreibung
Die Nordwest-Südost orientierte Megalithanlage besteht aus einem langen, schmalen Gang, der aus dünnen Platten errichtet ist und mittig in die rechteckige, aus massiven Blöcken erstellte, ihrer Decksteine beraubte, Kammer führt. Bei der Untersuchung stellte man fest, dass aus Steinen des Ganges im Gang eine Steinkiste errichtet wurde. In ihr befanden sich drei Bestattungen, darunter die eines Kleinkindes. Am Ende der Steinzeit war es nicht ungewöhnlich, dass Teile älterer Anlagen zum Bau von Steinkisten verwendet wurden. Firse Sten liegt in den Resten eines Hügels von 25 bis 30 m Durchmesser und 0,7 bis 1,3 m Höhe.
Bei der Ausgrabung fand man Menschen- und Tierknochen sowie Feuersteinabschläge. Zwei bronzene Rasiermesser und eine Pinzette zeugen davon, dass die Anlage während der Bronzezeit für Nachbestattungen genutzt wurde. Vor der Anlage fand man eine Schnalle, eine Dolchklinge und einen bronzenen Schwertknauf.
Nach Abschluss der Untersuchungen wurden die Kammer und der Gang mit Splitt gefüllt, um ein Kollabieren und ein erneutes Zuwachsen zu verhindern.